# توپیژنگتسا
توپیژنگتسا (به صربی: Tupižnica) یک کوه در صربستان است که در Eastern Serbia واقع شده‌است. توپیژنگتسا ۱٬۱۶۲ متر بالاتر از سطح دریا واقع شده‌است.